# Бејкер (Монтана)
Бејкер (енгл. Baker) град је у америчкој савезној држави Монтана.

## Демографија
По попису из 2010. године број становника је 1.741, што је 46 (2,7%) становника више него 2000. године.
| Група             | 2000.         | 2010.         |
| Белци             | 1.661 (98,0%) | 1.682 (96,6%) |
| Афроамериканци    | 4 (0,2%)      | 1 (0,1%)      |
| Азијати           | 5 (0,3%)      | 12 (0,7%)     |
| Хиспаноамериканци | 4 (0,2%)      | 22 (1,3%)     |
| Укупно            | 1.695         | 1.741         |